# Ägyptisch-Hethitischer Friedensvertrag

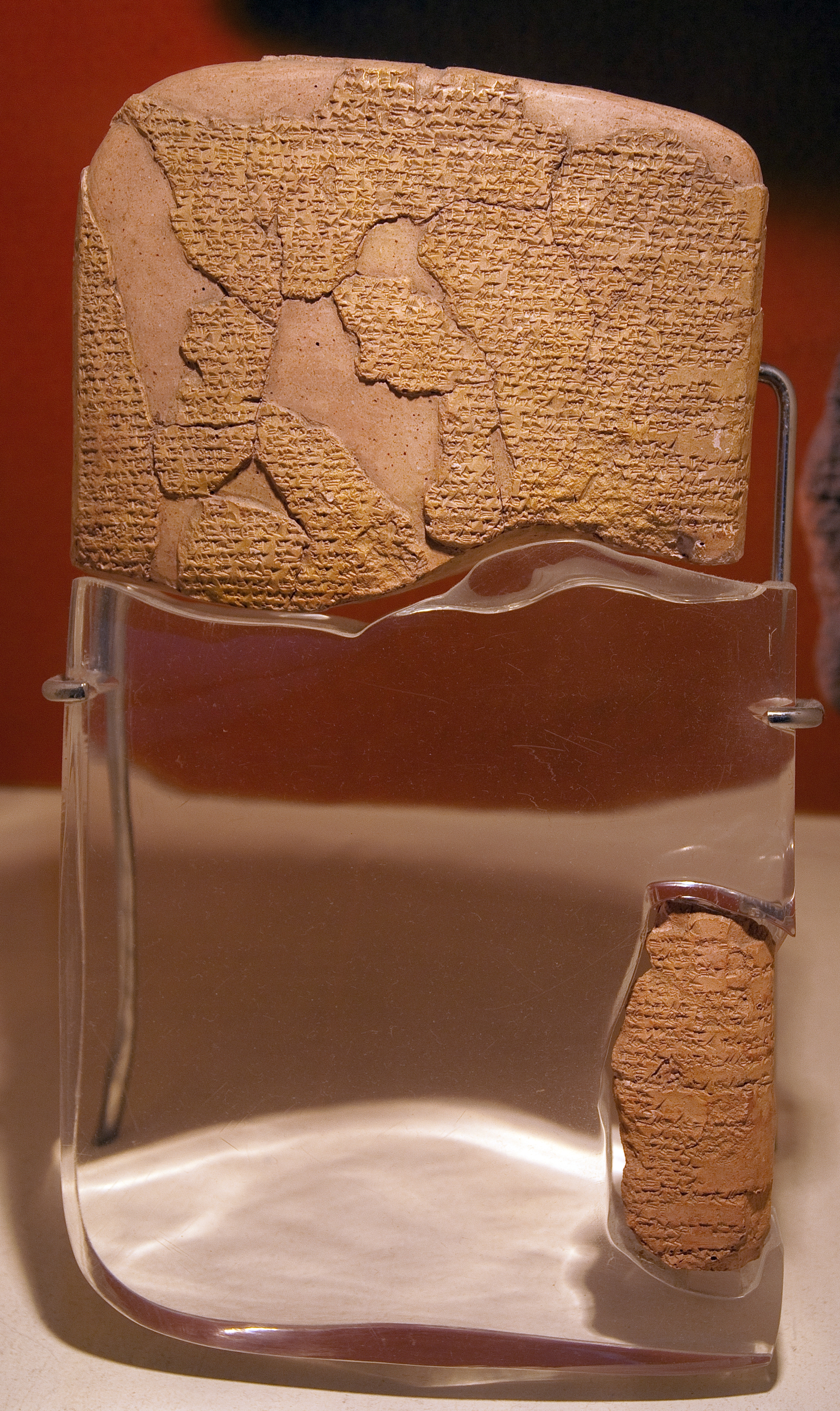
Zusammengefügte Fragmente einer Tontafel mit dem Vertragstext, ausgestellt im Archäologischen Museum Istanbul

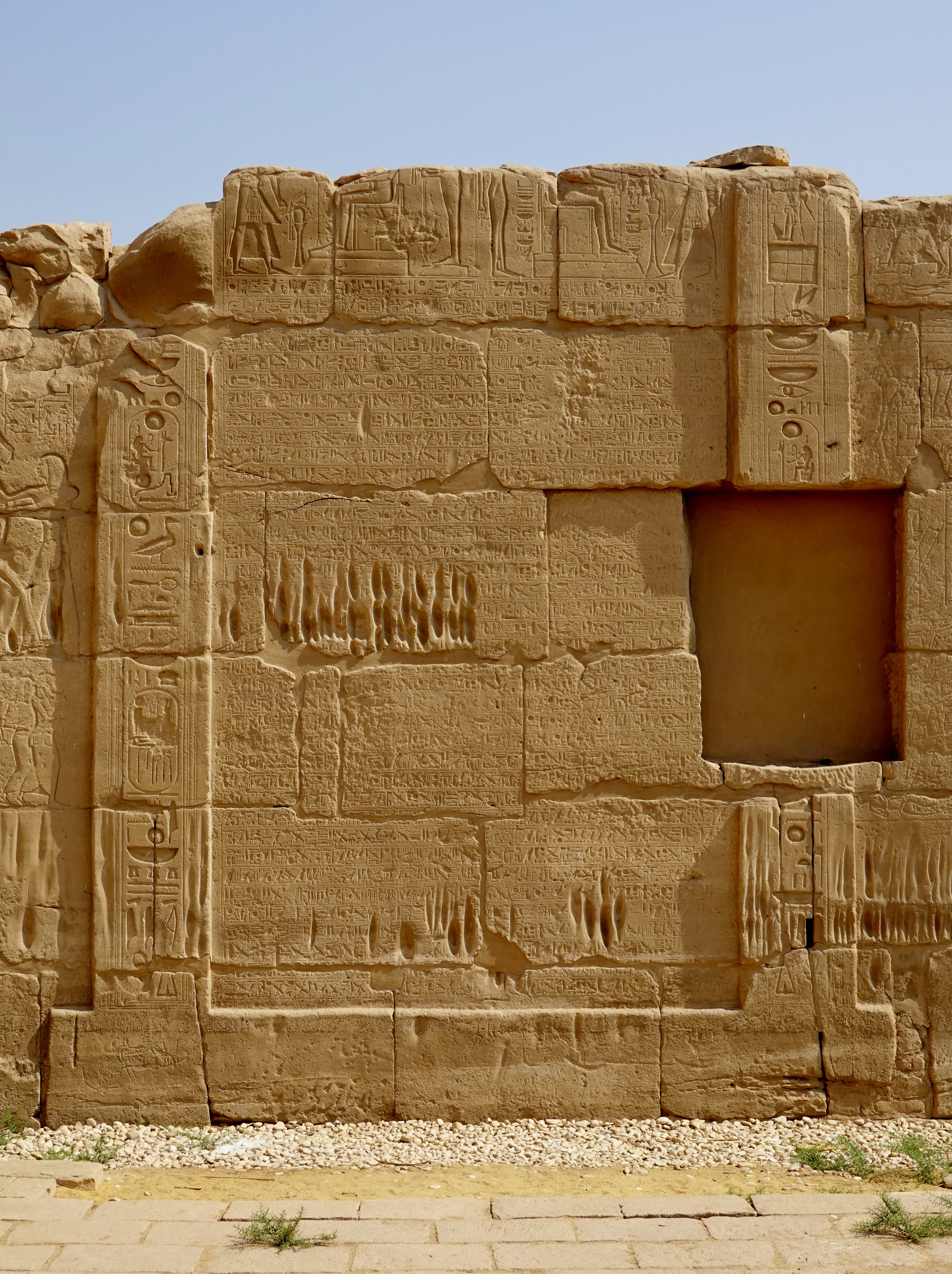
Hieroglypheninschrift mit dem Vertragstext an der westlichen Außenwand des Cachette-Hofes im Tempel von Karnak

Als Ägyptisch-Hethitischer Friedensvertrag wird eine auf den 21. Peret im 21. Regierungsjahr des Ramses II. (entspricht wohl dem 10. November 1259 v. Chr.) datierte Übereinkunft zwischen dem ägyptischen Pharao Ramses II. und dem hethitischen Großkönig Ḫattušili III. bezeichnet. Beide Herrscher bekräftigten mit dieser Übereinkunft den zwischen ihnen bestehenden Frieden und erkannten einander als gleichrangige Partner an. Als solche versprachen sie sich wechselseitig militärischen Beistand gegen innere und äußere Bedrohungen, Ramses II. verpflichtete sich in gleicher Weise auch gegenüber dem Thronfolger Ḫattušilis III. Zudem sagten sich die beiden Herrscher zu, „Flüchtlinge“ in das je andere Hoheitsgebiet auszuliefern.
Eine ägyptische Version des Textes war bereits seit dem frühen 19. Jahrhundert bekannt, eine keilschriftliche Fassung wurde Anfang des 20. Jahrhunderts von deutschen Archäologen in der Türkei entdeckt. Seitdem hat der Vertrag Ägyptologie, Altorientalistik und Rechtsgeschichte immer wieder beschäftigt. Sowohl hinsichtlich der Bedeutung seines Inhalts als auch hinsichtlich seiner historischen Bewertung wurde dabei bis heute keine Einigkeit erzielt. Vor allem in der älteren Forschung und deren Rezeption wird das Dokument als ältester paritätischer Staatsvertrag und Friedensvertrag der Menschheitsgeschichte gewertet. Von der jüngeren Forschung wird jedoch einerseits bezweifelt, dass es sich überhaupt um einen Friedensschluss im modernen Sinne handelt, andererseits geht man davon aus, dass schon früher Friedensverträge geschlossen wurden, auch wenn von ihnen kein Text überliefert ist. Auch inwiefern es sich überhaupt um einen Staatsvertrag handelt, ist nicht abschließend geklärt.

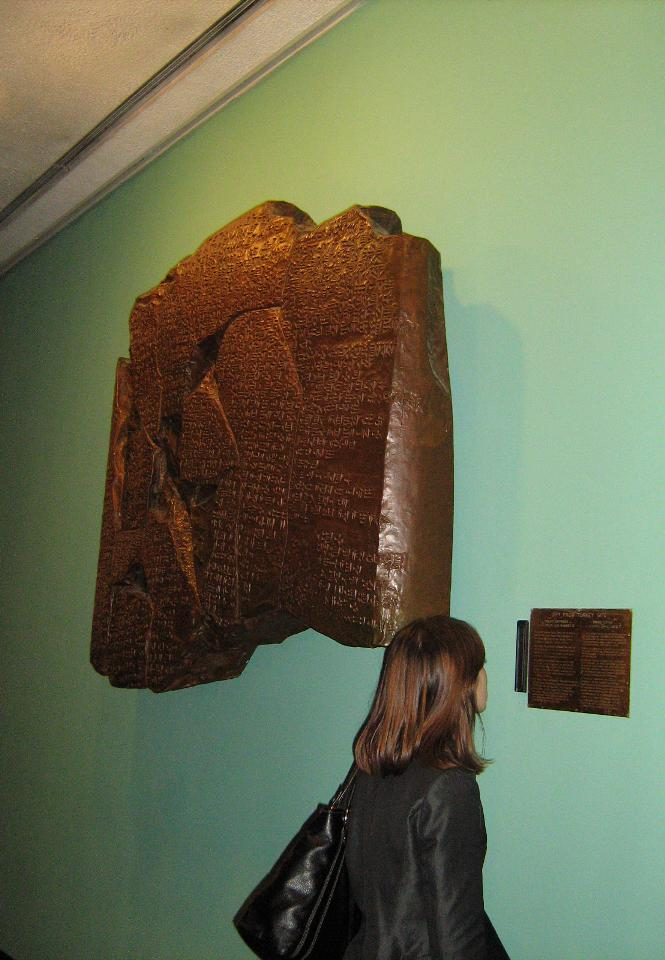
Replik des Friedensvertrages im UNO-Hauptquartier.

In den Publikumsmedien überwiegt die Rezeption der klassischen Auffassung als bahnbrechender Friedensschluss. Eine Kopie des Vertrags befindet sich heute im UN-Hauptquartier in New York, als Symbol für die Kontinuität diplomatischer Bemühungen zur Wahrung des Friedens.

## Quellenlage

Mutmaßliche Spaltenzählung beim Originaltext, die zum Vertauschen der Spalten 3 und 4 bei der Anfertigung der Ägyptischen Inschriften führte

## Entdeckung und Forschungsgeschichte

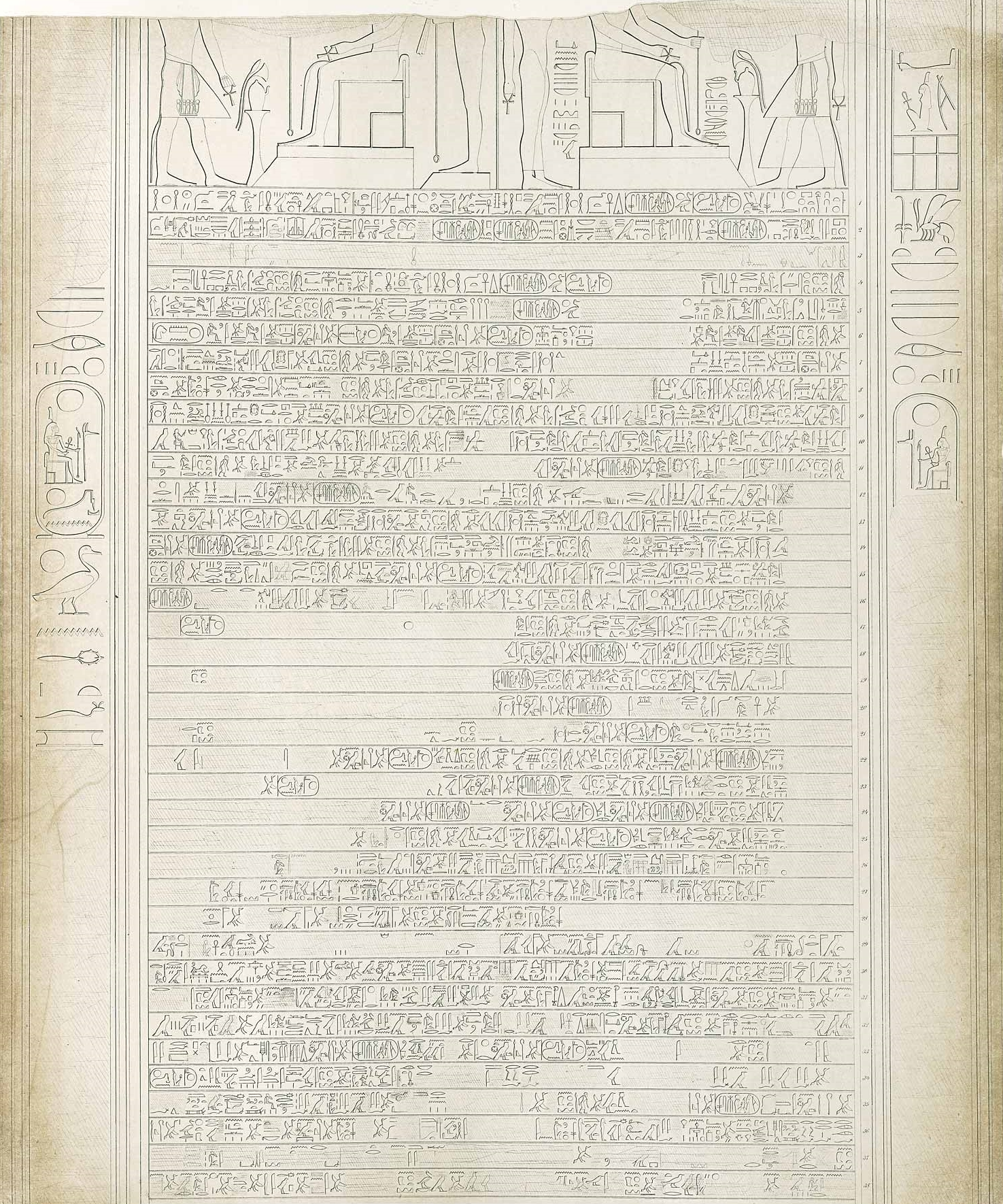
Abzeichnung der Hieroglypheninschrift mit dem Vertragstext in Karnak durch Richard Lepsius (1849)

## Historischer Kontext

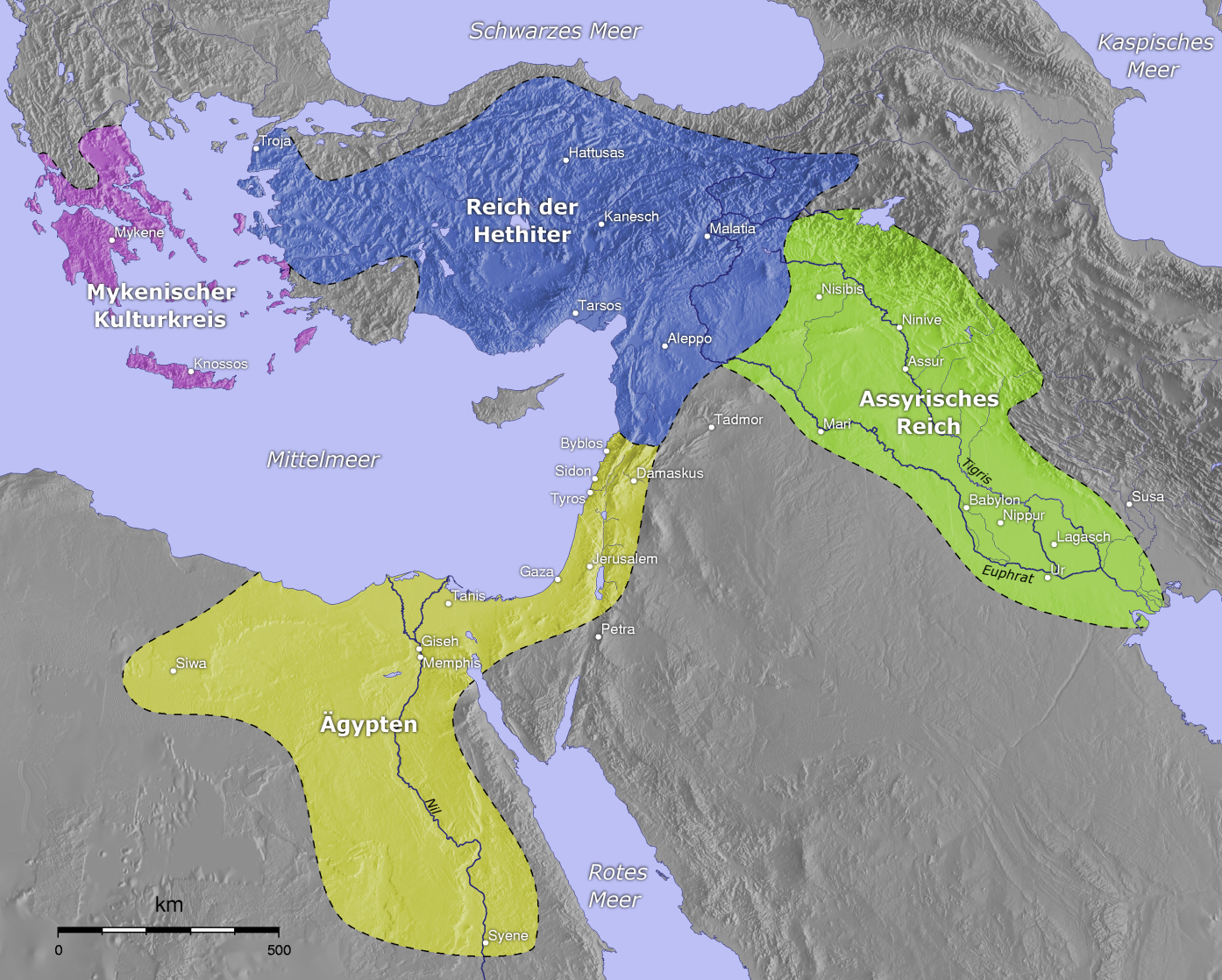
Naher Osten im 13. Jahrhundert v. Chr.

## Textträger und Siegelung

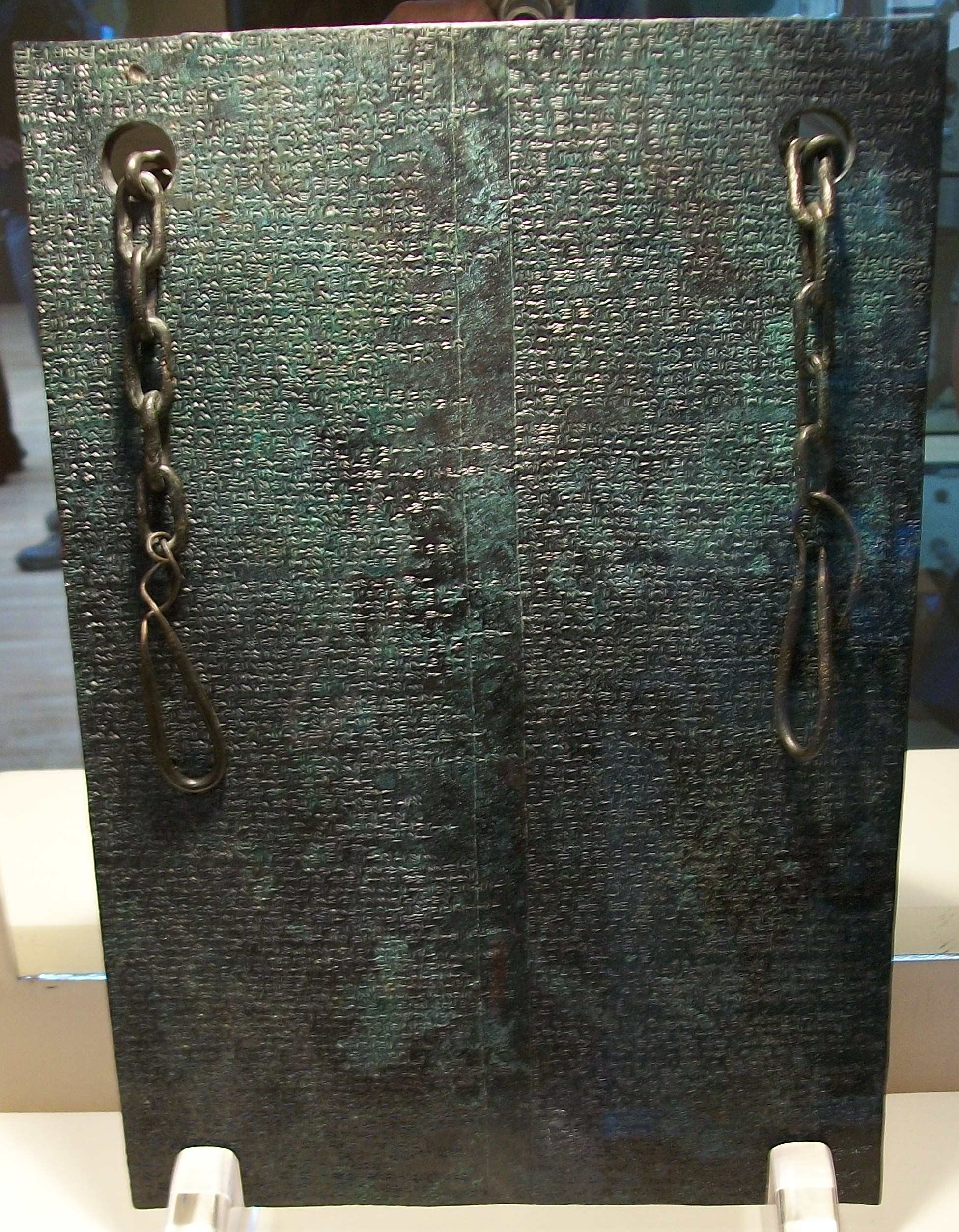
Bronzetafel mit einem Vertrag zwischen Tudḫaliya IV. und Kurunta von Tarḫuntašša

Vergleich der beiden Ansätze zur Interpretation der Siegelbeschreibung